# 竹谷忠
竹谷 忠（たけや ただし、1950年5月3日 - ）は、日本の建築家。神奈川大学工学部建築学科卒業。西松建設一級建築士事務所、建築部長、同社取締役、代表取締役執行役員副社長 施工本部建築担当など歴任。

## 略歴
1950年（昭和25年）5月3日生、1973年（昭和48年）3月　神奈川大学工学部建築学科卒業、1973年（昭和48年）4月　西松建設株式会社入社、2004年（平成16年）10月　同社建築部長、2005年（平成17年）6月　同社取締役、2008年（平成20年）6月　同社代表取締役

## 代表設計・施行建築物
- 「松本市結合体育館」長野県松本市美須々[3]
- 物流施設｢プロロジスパーク岩沼 I ｣宮城県岩沼市[4]

## 研究論文
- 『移動横合による大空間屋根の施工』共同研究竹谷忠・山下英光[3]